# Coyomeapan
Coyomeapan è una municipalità dello stato di Puebla, nel Messico centrale, il cui capoluogo è la località di Santa María Coyomeapan.
Conta 14.205 abitanti (2010) e ha una estensione di 228,81 km². 	 	
Il significato del nome della località in lingua nahuatl è luogo dell'acqua dei coyote.